# Zernyia gnophoides
Zernyia gnophoides là một loài bướm đêm trong họ Geometridae.